# Derakandra matura
Derakandra matura är en insektsart som beskrevs av Blocker 1979. Derakandra matura ingår i släktet Derakandra och familjen dvärgstritar. Inga underarter finns listade i Catalogue of Life.